# Mango (Floride)
Pour les articles homonymes, voir Mango.
Mango est une census-designated place située dans le comté de Hillsborough, dans l’État de Floride, aux États-Unis. Lors du recensement de 2010, elle comptait 11 313 habitants.

## Démographie
| 1990  | 2000  | 2010   | - | - | - |
| ----- | ----- | ------ | - | - | - |
| 8 700 | 8 842 | 11 313 | - | - | - |

## Source
- (en) Cet article est partiellement ou en totalité issu de l’article de Wikipédia en anglais intitulé « Mango, Florida » (voir la liste des auteurs).